# ラヨシュ1世 (ハンガリー王)
ラヨシュ1世（Anjou I Lajos, 1326年3月5日 - 1382年9月10日）は、アンジュー家のハンガリー王（在位：1342年 - 1382年）、ポーランド王（ハンガリー人のルドヴィク1世 Ludwik I Węgierski, 在位：1370年 - 1382年）。父はカーロイ1世。大ラヨシュ（Nagy Lajos király）とも呼ばれる。

## 生涯
大貴族の台頭によって弱体化していたハンガリー王国は、父カーロイ1世の治世の下で大貴族の抑制と王権の強化に成功し、大国へと成長していた。
1342年、父の後を継いで即位したラヨシュ1世は、勢力拡大のために積極的な対外政策を行なった。まず、ヴェネツィア共和国と交戦してクロアチアとダルマチアを支配下に収めた。次いで1370年、ポーランド王カジミェシュ3世が嗣子無くして死去すると、母エルジェーベトがその姉に当たるという縁故からポーランド王位も継承することとなる。
ラヨシュ1世はさらにナポリ王国の王位も狙い、同族の女王ジョヴァンナ1世と敵対した。弟で女王の最初の夫であったアンドラーシュが暗殺された後、1347年には軍勢を動かして王都ナポリを占領したが、王位を得ることはできずに終わった。しかし、晩年の1382年には同じく同族のカルロ3世にジョヴァンナ1世を殺害させ、王位につけた。

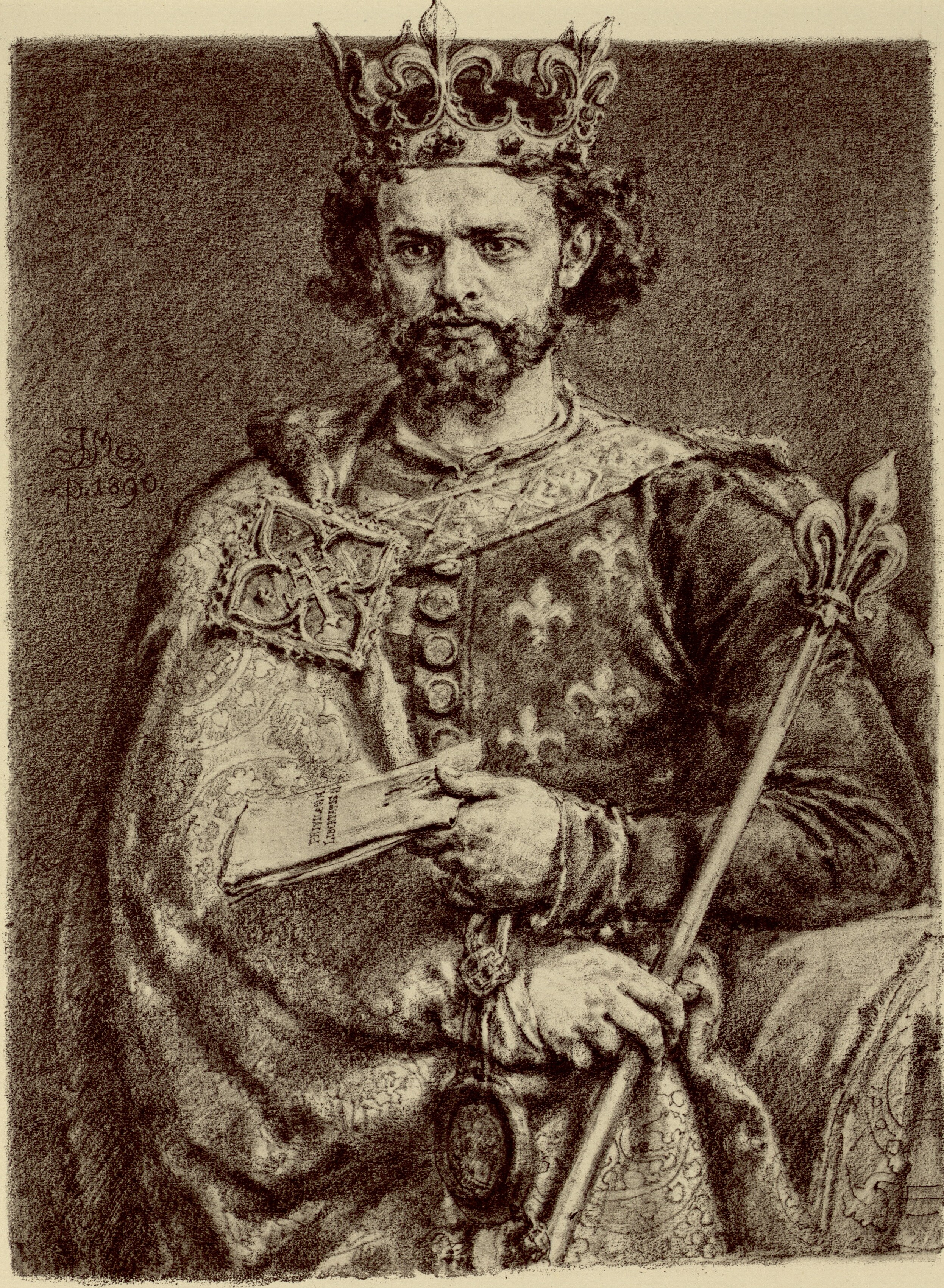
ポーランドの画家ヤン・マテイコによる「ポーランド王ルドヴィク1世」としての肖像画。王冠、法衣、王錫はポーランドのもの。

男児が無かったため、死後ハンガリー王位は年長の娘マーリア、ポーランド王位は末娘ヤドヴィガ、そして彼女らの夫たちが継承することとなった。ただし、ハンガリー王位は一時マーリアとカルロ3世（カーロイ2世）との間で争われている。
対外政策に成功を収めて勢力を拡大し、ポーランド王も兼ねたことから、ラヨシュ1世は「大王」と呼ばれている。しかしバルカン半島への勢力拡大には失敗した。ヴェネツィアとダルマツィアを巡る戦争を起こし、このためアドリア海経由の物流が滞り、トランシルヴァニアやワラキア経由の物流が発展し、ワラキア・トランシルヴァニアの発展を促す結果を招いた。また大貴族層の反発にも遭って、晩年には大貴族層に対して特権を与えるなどの譲歩もしている。これは、ハンガリー王権の衰退を現わすものでもあった。

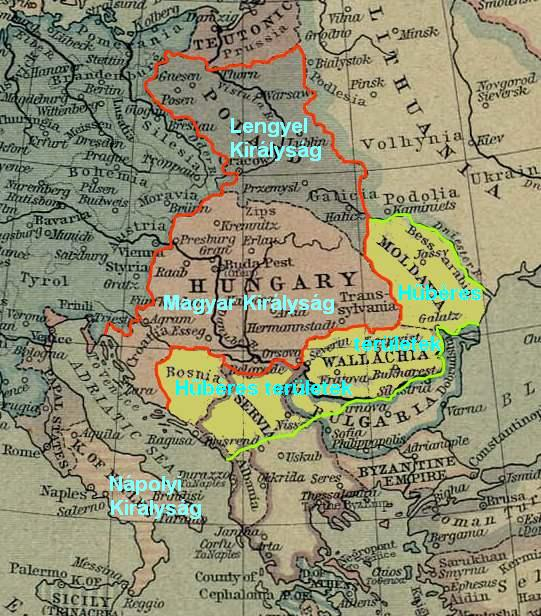
ラヨシュの王国（赤線枠）と宗主下の国（青字）

## 家族
1342年に神聖ローマ皇帝兼ボヘミア王カール4世の長女マルガレーテ（ハンガリー名マルギト、1335年 - 1349年）と結婚したが、早世したために子供は生まれていない。
1353年にボスニア太守スティエパン2世の娘エリザベタ・コトロマニッチと再婚した。3人の娘が生れたが、成人に達したのは女子2人である。
- カタリン（1370年 - 1378年）
- マーリア（1371年 - 1395年）ハンガリー女王。マルガレーテの異母弟ジギスムント（ハンガリー王に加え、神聖ローマ皇帝、ボヘミア王などを兼ねる）と結婚。
- ヤドヴィガ（ハンガリー名ヘドヴィグ、1373/1374年 - 1399年）ポーランド女王。リトアニア大公ヨガイラ（ポーランド王ヴワディスワフ2世）と結婚。